# Tmesisternus subchlorus
Tmesisternus subchlorus es una especie de escarabajo del género Tmesisternus, familia Cerambycidae. Fue descrita científicamente por Heller en 1914.
Habita en Papúa Nueva Guinea. Esta especie mide 15 mm.